# Жрицы

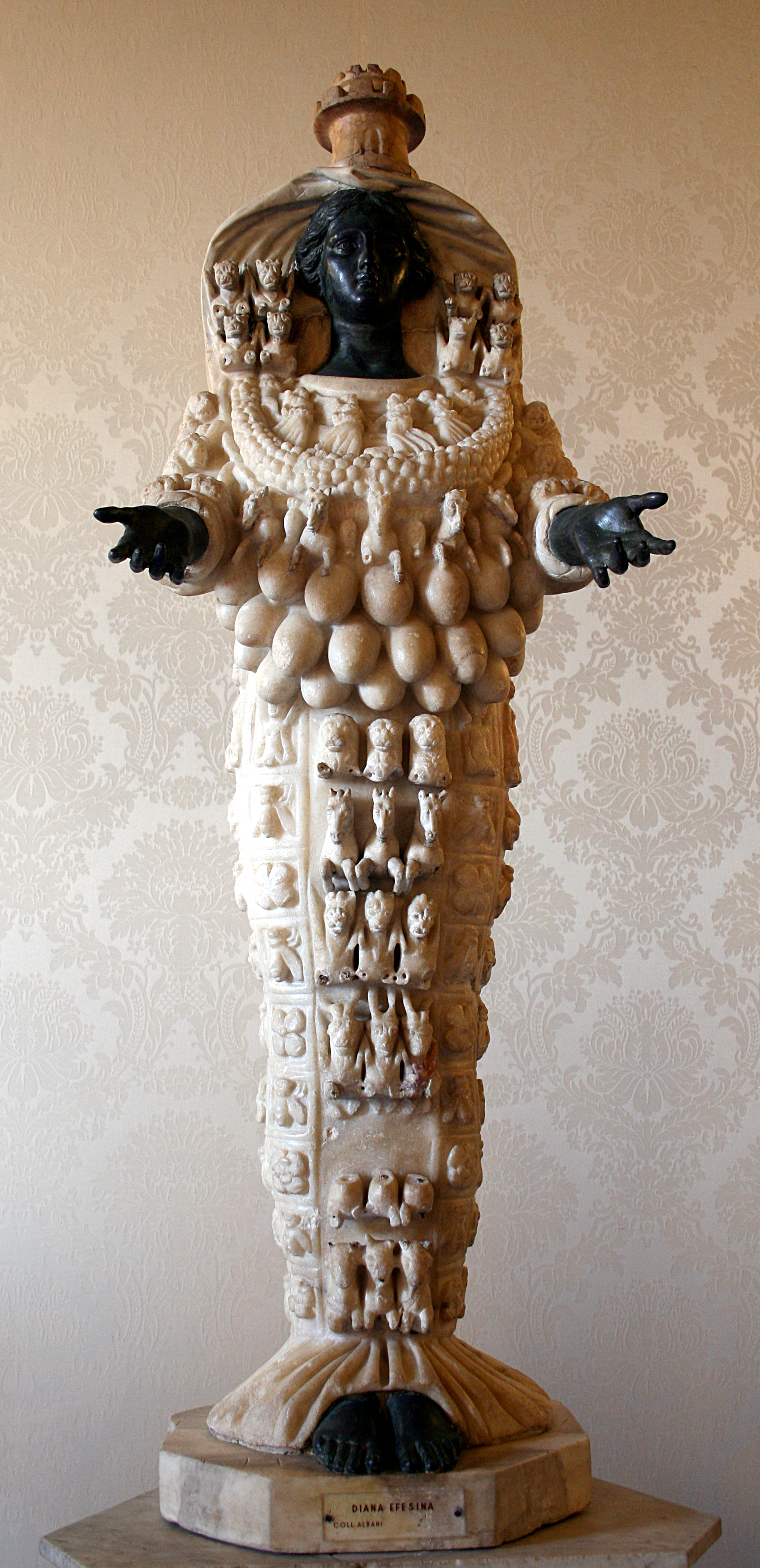
Многогрудая Артемида Эфесская, I век н. э., Эфесский археологический музей

«Жрицы» (др.-греч. Ἱέρειαι) — трагедия древнегреческого драматурга Эсхила (первая половина V века до н. э.), связанная с культом Артемиды в Эфесе. Её текст почти полностью утрачен.

## Сюжет и судьба пьесы
В «Жрицах» Эсхил описал становление культа Артемиды Пчелы в городе Эфес в Ионии. Драматург считал эту богиню дочерью Зевса от Деметры, а не от Лето, как в классической версии мифа. Детали сюжета неизвестны, так как от текста трагедии почти ничего не осталось. Судя по названию, жрицы Артемиды Пчелы составляли в этой пьесе хор.
Эсхил объединял все свои пьесы в циклы (как правило, в тетралогии). «Жрицы» — одно из тех его произведений, которые не принадлежат ни к одному известному исследователям циклу. Все попытки антиковедов найти смысловые параллели в других эсхиловых пьесах терпят неудачу. Текст «Жриц» почти полностью утрачен, сохранились только два небольших фрагмента, в которых речь идёт непосредственно об учреждении таинств и о связанных с этим оракулах. В одном из них хор поёт: «Смолкните! Пчелослужительский чин отверзает чертог Артемидин!». В другом он сообщает: «Благопоспешны будьте! Зевс, отец богов, // Свои влагает Локсию вещания».